# Kaemšaher
Kaemšaher, Qā'em Shahr ili Ghaemshahr, ranije poznat kao Shāhi (perzijski: Ŝāhi) glavni je grad okruga Kaemšaher u provinciji Mazandaran u Iranu. Izvorno poznat kao Aliabad, a ime 'Ŝâhi nosio je do Iranske revolucije 1979. godine.  Grad je smješten u plodnoj ravnici između Alborza i Kaspijskog jezera, uz desnu obalu Talar-Ruda na nadmorskoj visini od 50 m. Nalazi se 20 km jugozapadno od pokrajinskog sjedišta Sarija, 15 km jugoistočno od Babola, te 30 km južno od kaspijske obale. Državna cesta 22 povezuje ga sa svim većim mazandaranskim gradovima, a cestom 79 povezan je i s 237 km udaljenim Teheranom na jugozapadu.  
Godine 1951. Kaemšaher imao je oko 18 000 stanovnika, da bi do 1991. narastao na 120 000. Prema popisu iz 2016. godine u njemu su prebivala 204 953 stanovnika. Grad je mjesto gdje sjevernoiranska željeznica napušta ravnice Mazandarana kako bi prešla najviši planinski lanac Bliskog istoka, Alborz.
Stariji zapisi spominju Ashgabat i Qasr Shirin te Chamno u čijem su nazivu spojene riječi trava i voda: područje je imalo livade i svježu vodu. U povijesti Tabaristana zapisano je da je u 6. stoljeće (lunarno, 6 st. po Hidžri) kroz Chamano prolazila rijeka na kojoj je most izgradio Rostam III Bavandi  (536. 460.[dvije godine?] hidžretske godine). Kralj Tabaristana popravio ga je o svom trošku. Ibn Esfandiar spominje Chamno u djelu Povijest Tabarestana.[kada?] U prvom desetljeću 1300.[=gregorijanske?] godine po nalogu Reza-šaha Pahlavija njegovo je rodno mjesto postalo novi kraljevski grad, a Aliabad je preimenovan u Shahi.
Prema postojećim zapisima, izvorno naselje tijekom razdoblja Qajara nosilo je ime Aliabad i uključivala je selo s komercijalnim i stambenim jedinicama u blizini današnjeg trga Taleghani te velika sela poput Chamna, danas Jamnan, na periferiji. Nakon razdoblja Qajar i početka vladavine Reza Khanija mjesto postaje značajno na putu trgovačkih i hodočasničkih karavana iz susjednih pokrajina poput Teherana, Gilana i Khorasana.
Danas je Kaemšaher strateški grad koji povezuje Veliki Teheran sa sjeverom i sjeveroistokom. Ovuda prođe oko pet milijuna putnika godišnje, a postoji i veza s morskom granicom iz luke Babolsar.
Grad Kaemšaher imao je prema popisu iz 2016. godine oko 310.000 stanovnika, od čega su dvije trećine živjele u urbanim područjima, a trećina u ruralnim. S gustoćom naseljenosti od 700 stanovnika po kvadratnom kilometru ovo je najmnogoljudniji grad u provinciji Mazandaran. Zbog jakih migracija, stanovništvo grada čine mnoge etničke skupine:  Savadkoohs, Šahmirzadis, Semnanijani, Garmsaris i autohtoni stanovnici. Većina njih govori kaemšahri, dijalekt vrlo blizak dijalektima firoozkoohi, savadkoohi, joibari i sarvai. 

## Vanjske poveznice

### Sestrinski projekti
|  | Zajednički poslužitelj ima još gradiva o temi Qaem Shahr |

### Mrežna sjedišta
- (perz.) Službene stranice grada Kaemšahera